# Enterognathus
Enterognathus — рід щелепоногих ракоподібних ряду Cyclopoida. Представники роду поширені у помірних водах Атлантичного та Тихого океану. Всі види є паразитами морських лілій.

## Класифікація
Родина налічує 3 види:
- Enterognathus comatulae, Giesbrecht, 1900
- Enterognathus inabai, Ohtsuka, Shimomura & Kitazawa, 2012
- Enterognathus lateripes, Stock, 1966